# Vivarini
Vivarini byla malířská dynastie pocházející ze sklářské rodiny na ostrově Murano, která pro Benátky a okolí vytvořila mnoho děl, což vedlo nakonec k vytvoření uměleckého stylu zvaného benátská škola. K předním představitelům této školy patřili Vittore Carpaccio a Jacopo Bellini.

## Antonio Vivarini

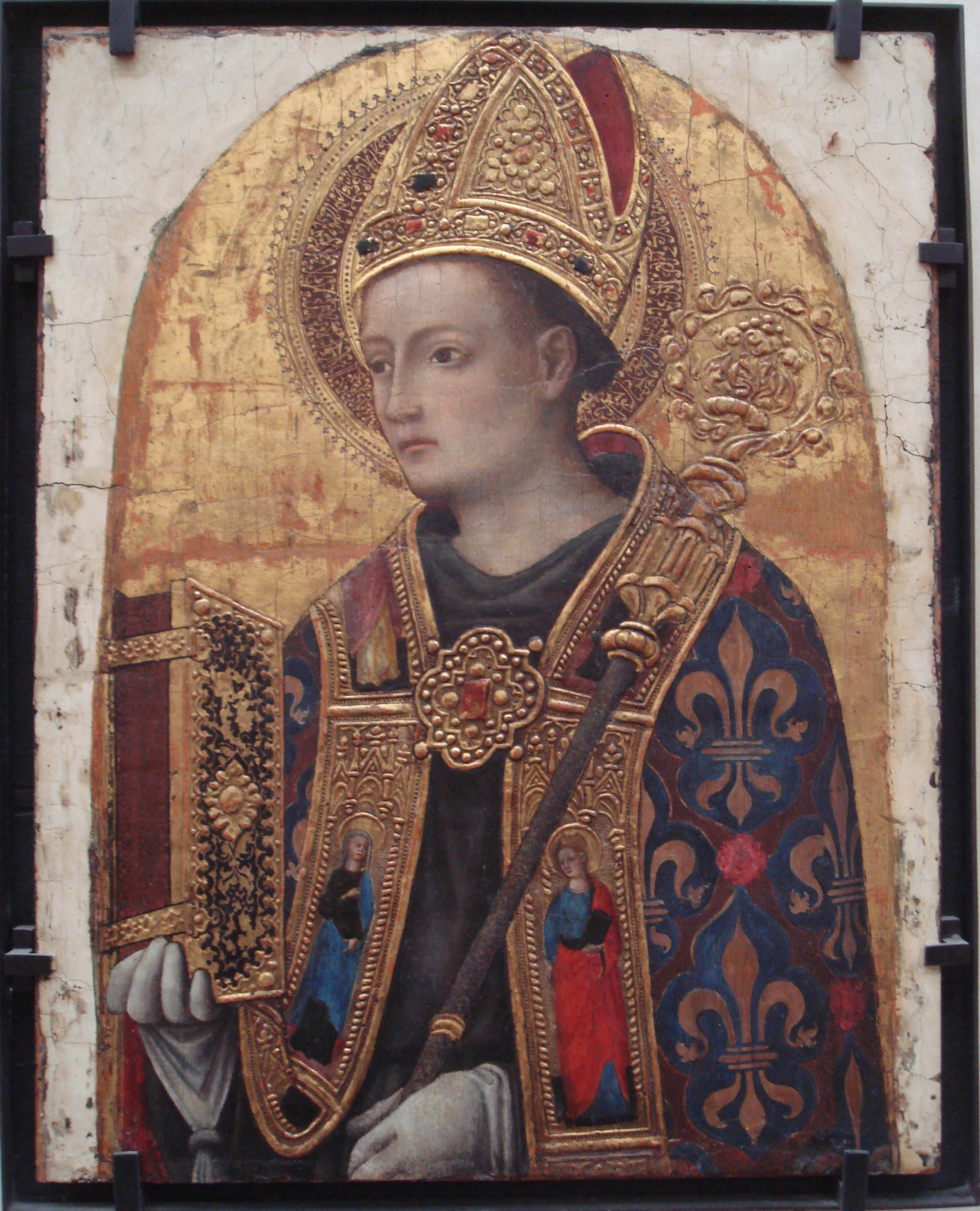
Antonio Vivarini: Saint Louis de Toulouse, 1450

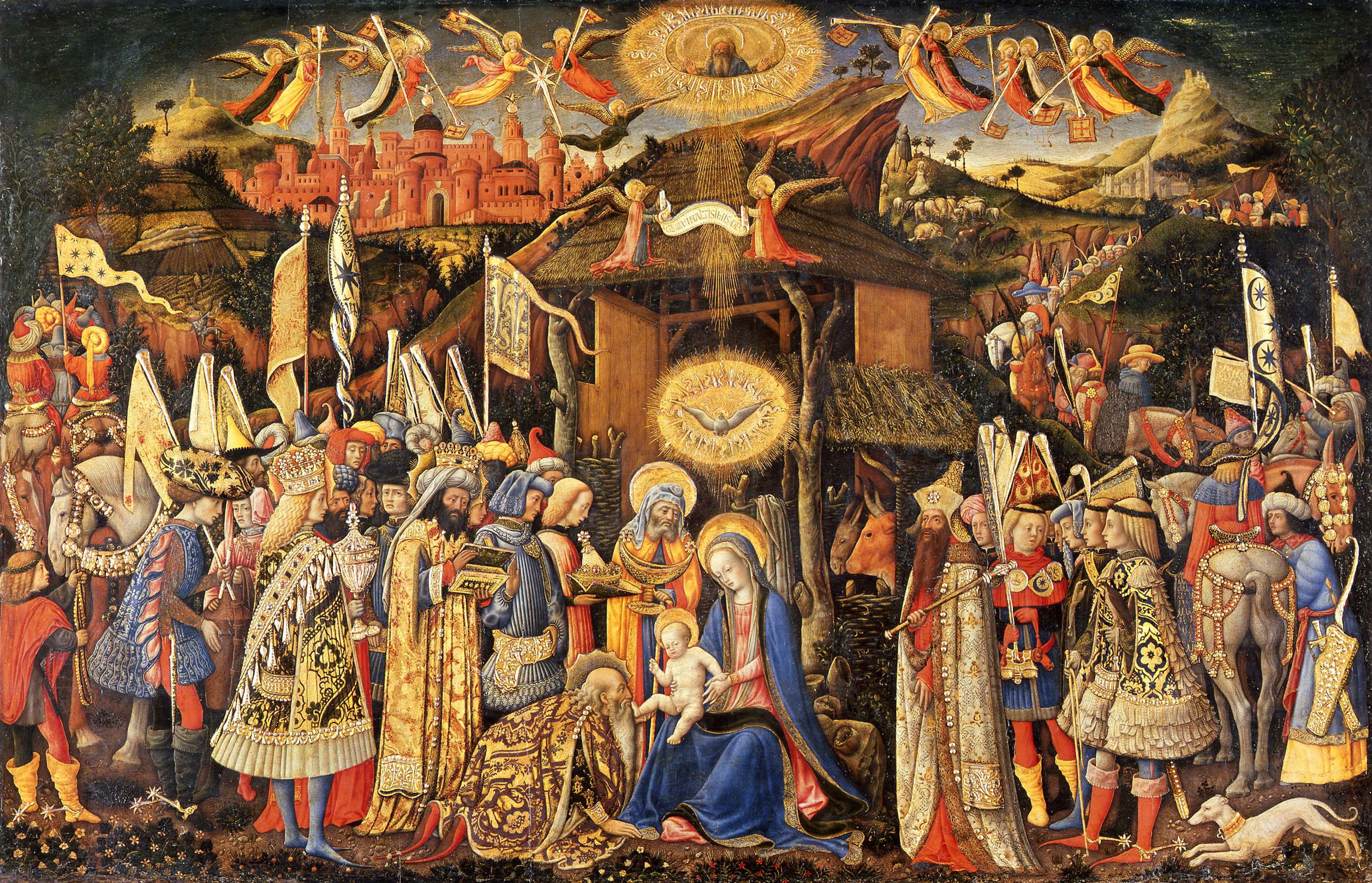
Antonio Vivarini: Adoration of the Magi, 1418

Antonio Vivarini (Antonio Murano) byl aktivní v letech 1440 - 1480. Byl italským malířem raně renesančního či pozdně gotického období, který pracoval převážně v Benátské republice. Je pravděpodobně nejstarší z umělecké rodiny Vivarini. Malířská rodinná dynastie zahrnovala i jeho mladšího bratra Bartolomea a syna Antonia Vivariniho Alvise Vivariniho.
Antonio Vivarini (Antonio of Murano) byl pravděpodobně nejstarším umělcem rodiny Vivarini. Jeho učitelem byl italský malíř Andrea da Murano (aktivní mezi lety 1463 až 1502), ovlivněn byl dalším italským umělcem, malířem gotického stylu Gentile da Fabriano (1370 -1427). Nejstarší známý obraz A. Vivariniho je oltářní obraz v benátské akademii datovaný rokem 1440. Poslední obraz, datovaný rokem 1464 je v muzeu Laterán. Je ovšem možné, že Antonio byl naživu ještě v roce 1470. Spolupracoval s jistým Joannes de Alemania, který byl (se značnými pochybnostmi) považován za bratra Giovanniho z Murana, ale žádná stopa tohoto malíře neexistuje po datu pozdějším než rok 1447. Po roce 1447 Antonio maloval buď sám, nebo ve spolupráci se svým mladším bratrem Bartolomeem. Jeho obrazy se vyznačují dobrou kresbou, jistou mírou měkkosti a vyváženými barevnými odstíny. Tři z jeho hlavních obrazů jsou The Virgin Enthroned with the Four Doctors of the Church, The Coronation of the Virgin a SS Peter and Jerome. Na prvních dvou obrazech pracoval společně s Giovannim d'Alemagna a jsou ve vlastnictví benátské Gallerie dell'Accademia. Giovannim d'Alemagna je někdy považován za Antoniova nevlastního bratra. Poslední zmínka o Giovannim d'Alemagna je z roku 1447. Třetí obraz vlastní National Gallery, Londýn.

## Luigi či Alvise Vivarini
Luigi nebo Alvise Vivarini (1442/1453 – 1503/1505), byl italským předním malířem benátské školy. Stejně jako Bellini byl součástí dynastie malířů. Jeho otec byl Antonio Vivarini a jeho strýcem byl Bartolomeo Vivarini. Další strýc z matčiny strany byl umělec známý jako Giovanni d'Alemagna, který pracoval se svým švagrem Antoniem. Je možné, že se Alvis Vivarini učil u Jacopa de' Barbariho. Existoval názor, že kromě Luigiho, který byl posledním z této malířské dynastie, maloval také jiný Luigi, který byl nejstarší (tj. Antoniův otec), přičemž tento názor byl založen na existenci obrazu s datem 1414, podepsaném jeho jménem. Později se uvádí, že datum je falsum. Obrazy Alvise Vivariniho se pyšní mnoho benátských kostelů. Další díla Alvise Vivariniho jsou v Trevisu, Miláně a National Gallery v Londýně. Alvise vytvořil také některé pozoruhodné portréty.

### Galerie

Vybraná díla Alvise Vivarini
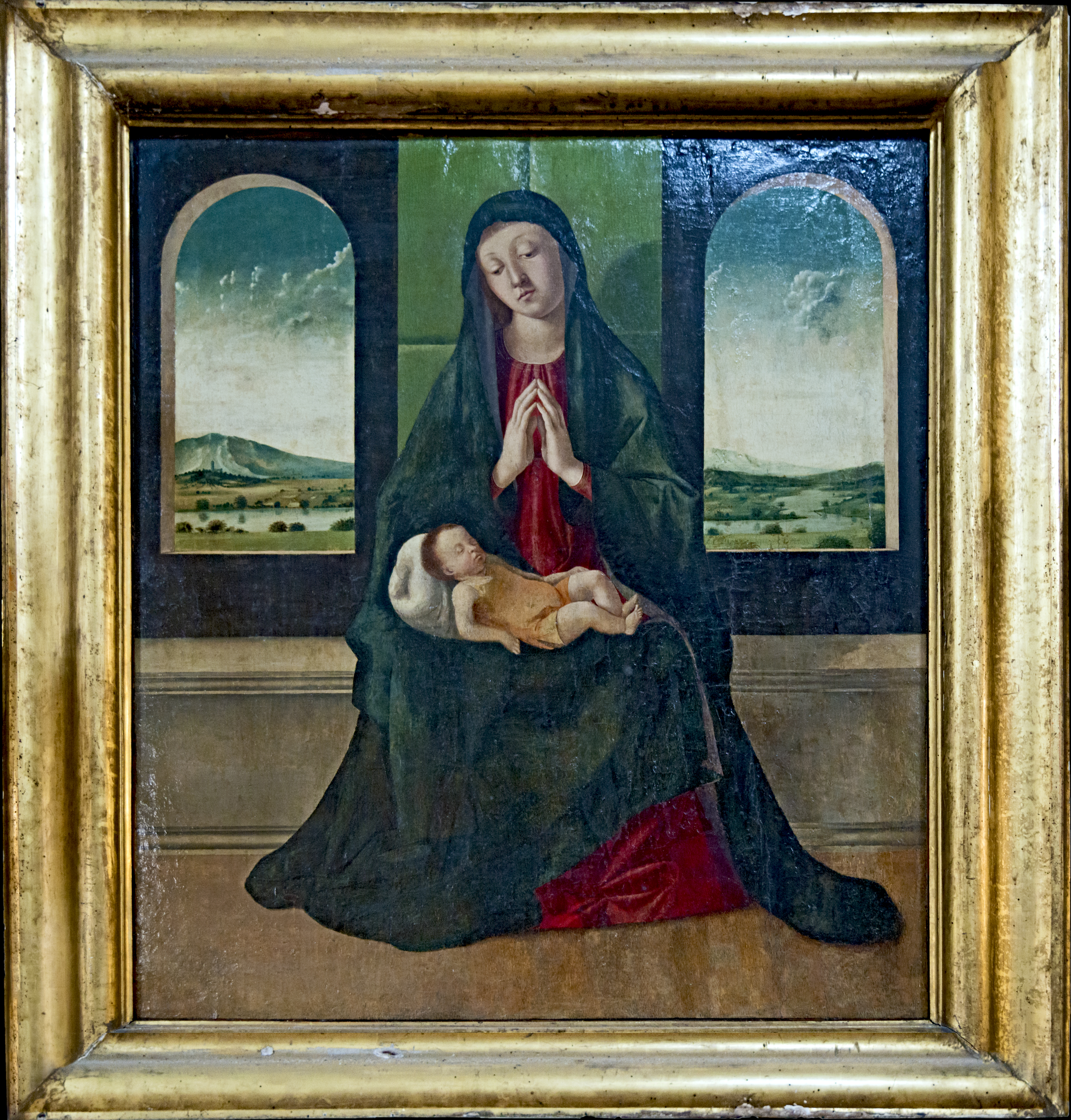
Alvise Vivarini: Madonna col Bambino, 1485–1490
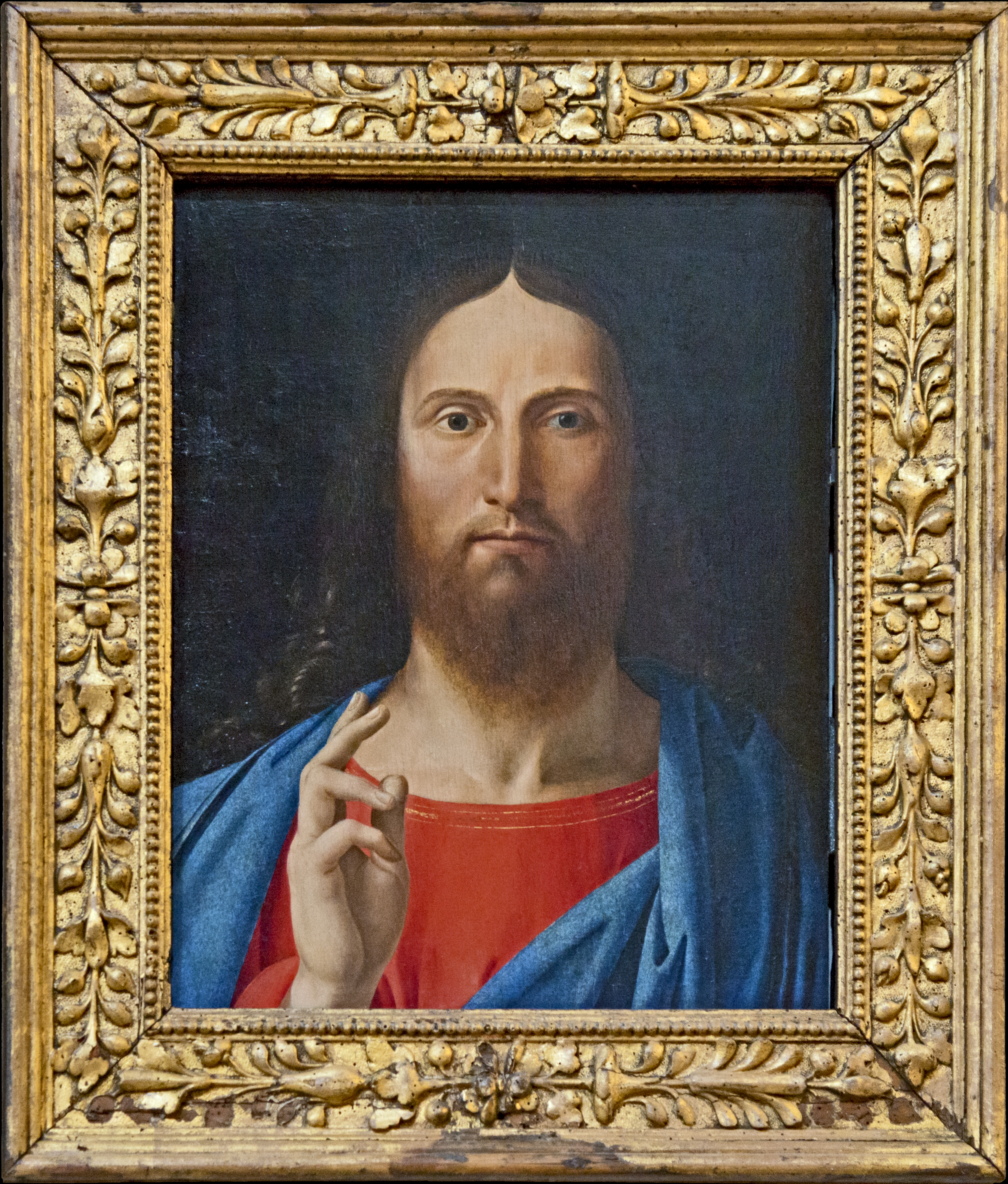
Alvise Vivarini, Cristo benedicente', 1494
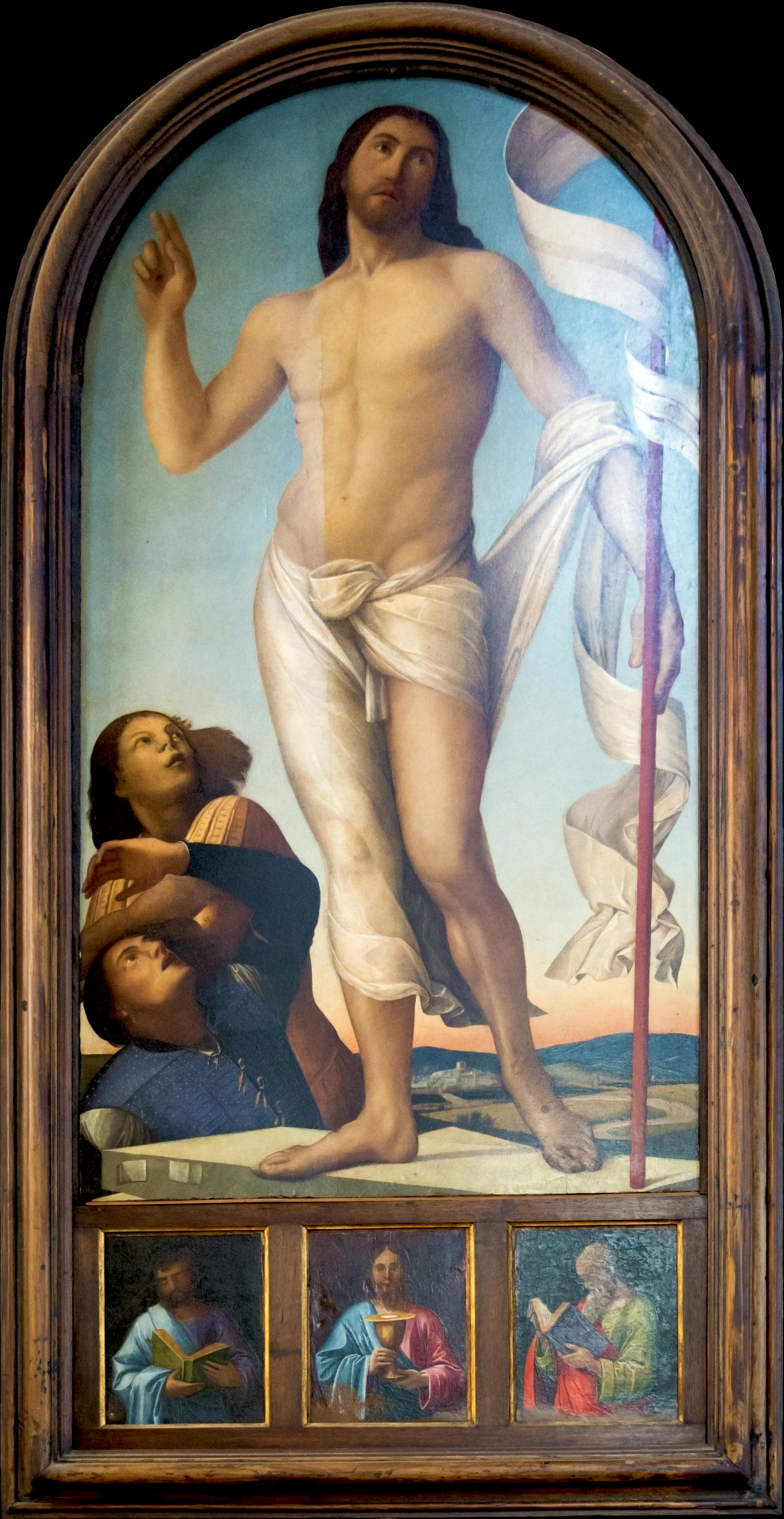
Alvise Vivarini: Cristo risorto, 1497–1498
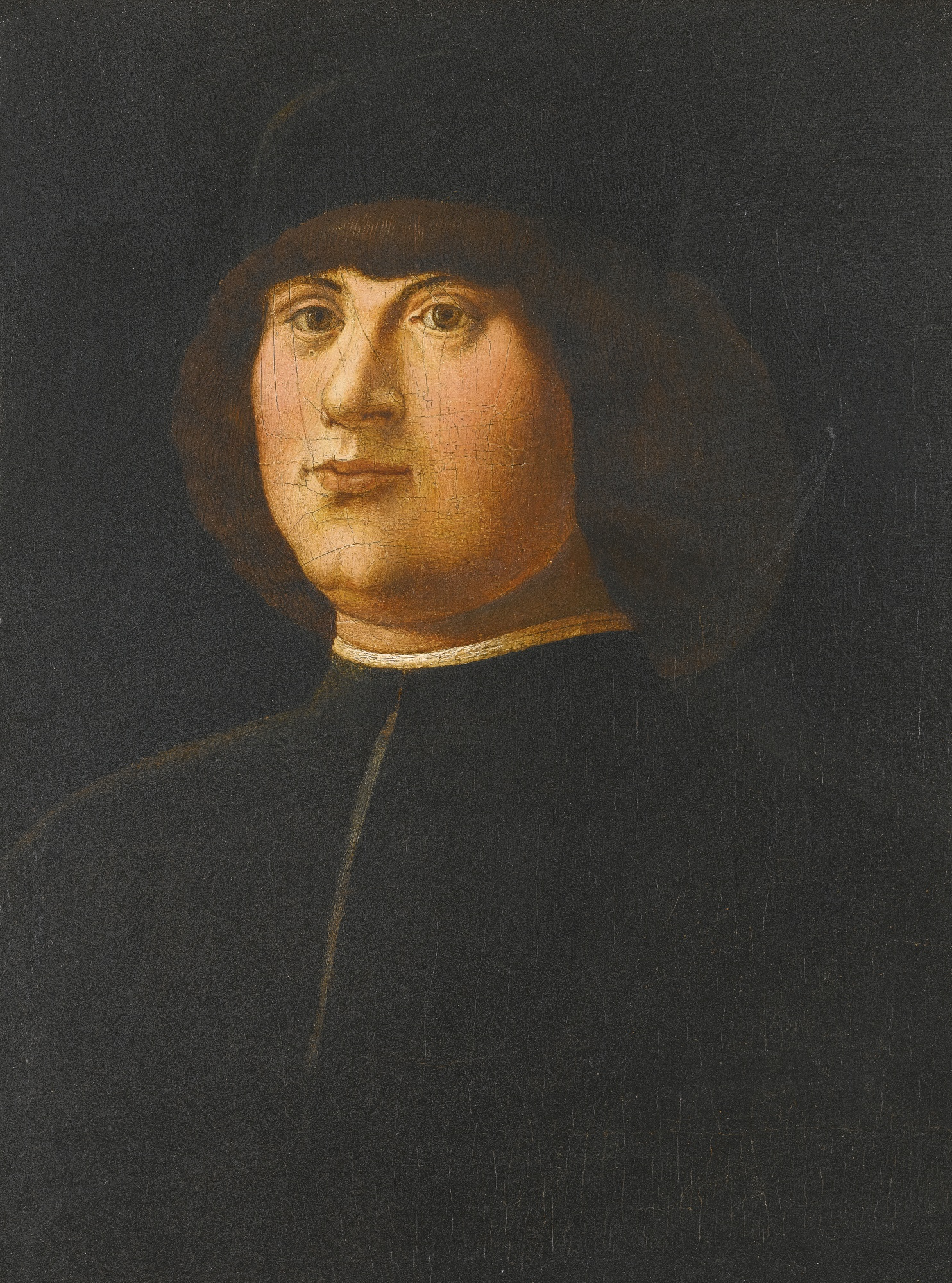
Alvise Vivarini: Portrait of a Gentleman in a Black Cap

## Bartolomeo Vivarini
Bartolomeo Vivarini (kolem roku 1432 – kolem roku 1499) maloval mezi lety 1450 a 1499. Techniku olejomalby se naučil od Antonella da Messina a údajně vytvořil v roce 1473 první olejomalbu v Benátkách. Dílo je v kostele Sv. Giovanni a Paola, jedná se velký oltář o devíti panelech, ukazující Augustina z Hippo a další svaté. Většina jeho prací, včetně jednoho v Národní galerii, je vytvořena technikou tempery. Jeho linie jsou ostré a jeho barvy vyvážené, postavy mají důstojný a oddaný výraz. Jelikož jako vivarino je v italštině označován pták Carduelis carduelis neboli stehlík obecný, který má na křídlech jasně žlutý pruh, Bartolomeo někdy používal zlatý hřbet jako podpis svých obrazů. Muzeum Getty, muzea umění Harvardovy univerzity, Muzeum umění v Honolulu, Louvre, Muzeum výtvarného umění v Bostonu, Národní galerie umění (Washington DC), Národní galerie, Londýn, Muzeum umění New Orleans, Muzeum umění v Philadelphii, Pinacoteca Ambrosiana (Milán), Pinacoteca Nazionale di Bologna, Pinacoteca Provinciale di Bari, Rijksmuseum a Uffizi, ti všichni mají ve svých sbírkách obrazy Bartolomea Vivariniho.

### Galerie

Vybraná díla Bartolomea Vivariniho
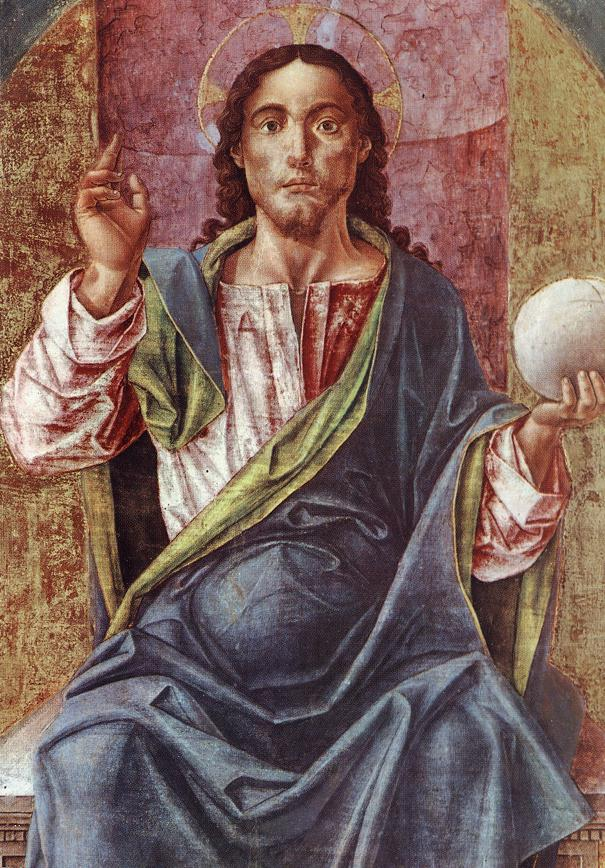
Bartolomea Vivarini: Kristus Enthroned, 1450
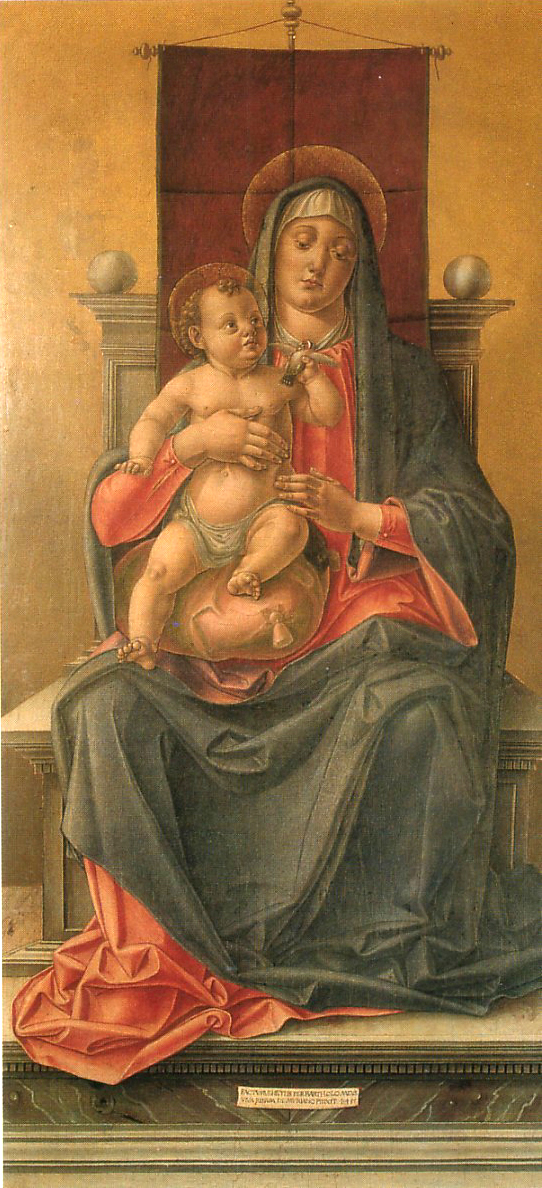
Bartolomea Vivarini: Madonna in trono, 1485
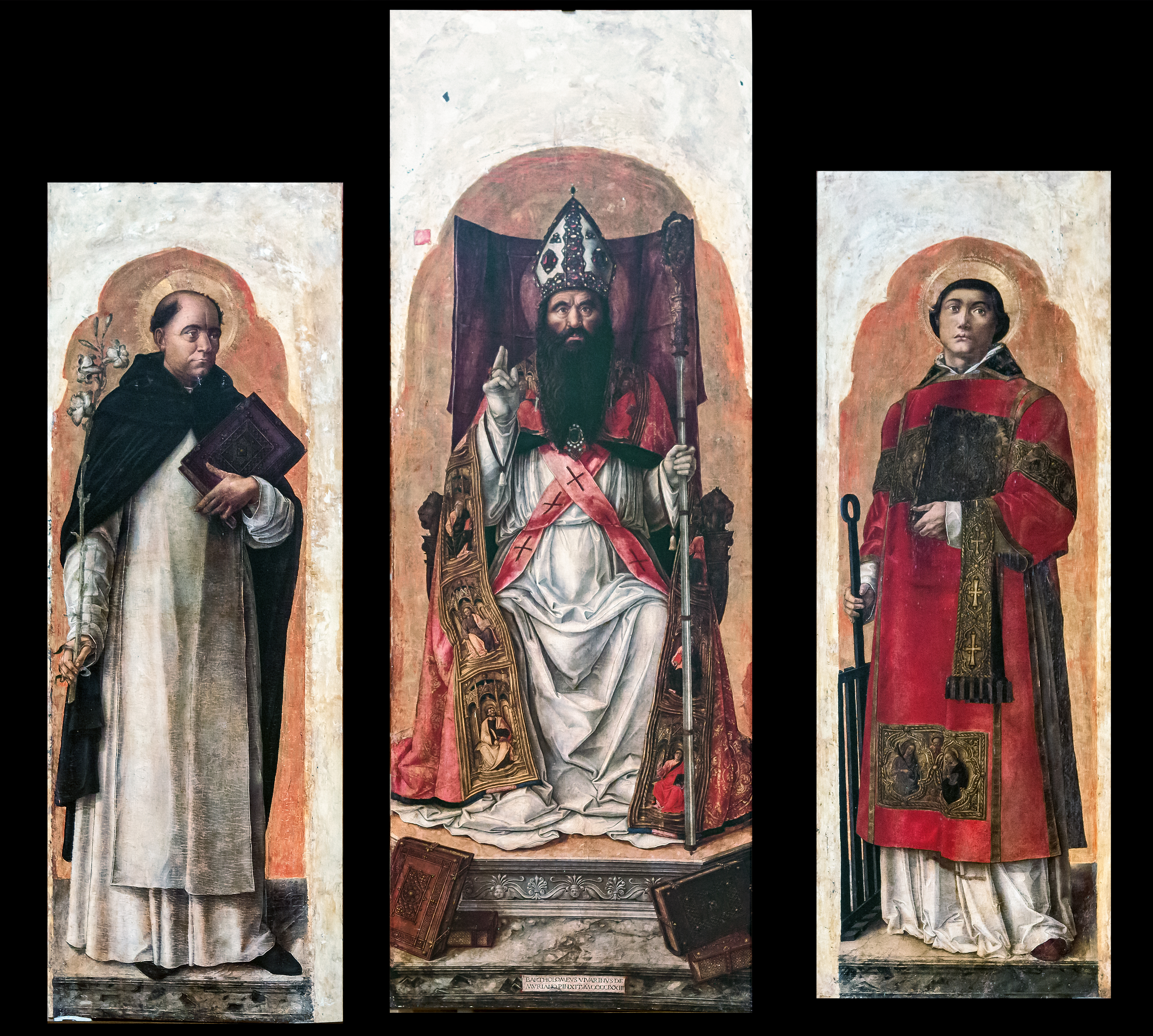
Bartolomea Vivarini: Polyptych San Zanipolo, chrám Santi Giovanni e Paolo, Benátky, 1473
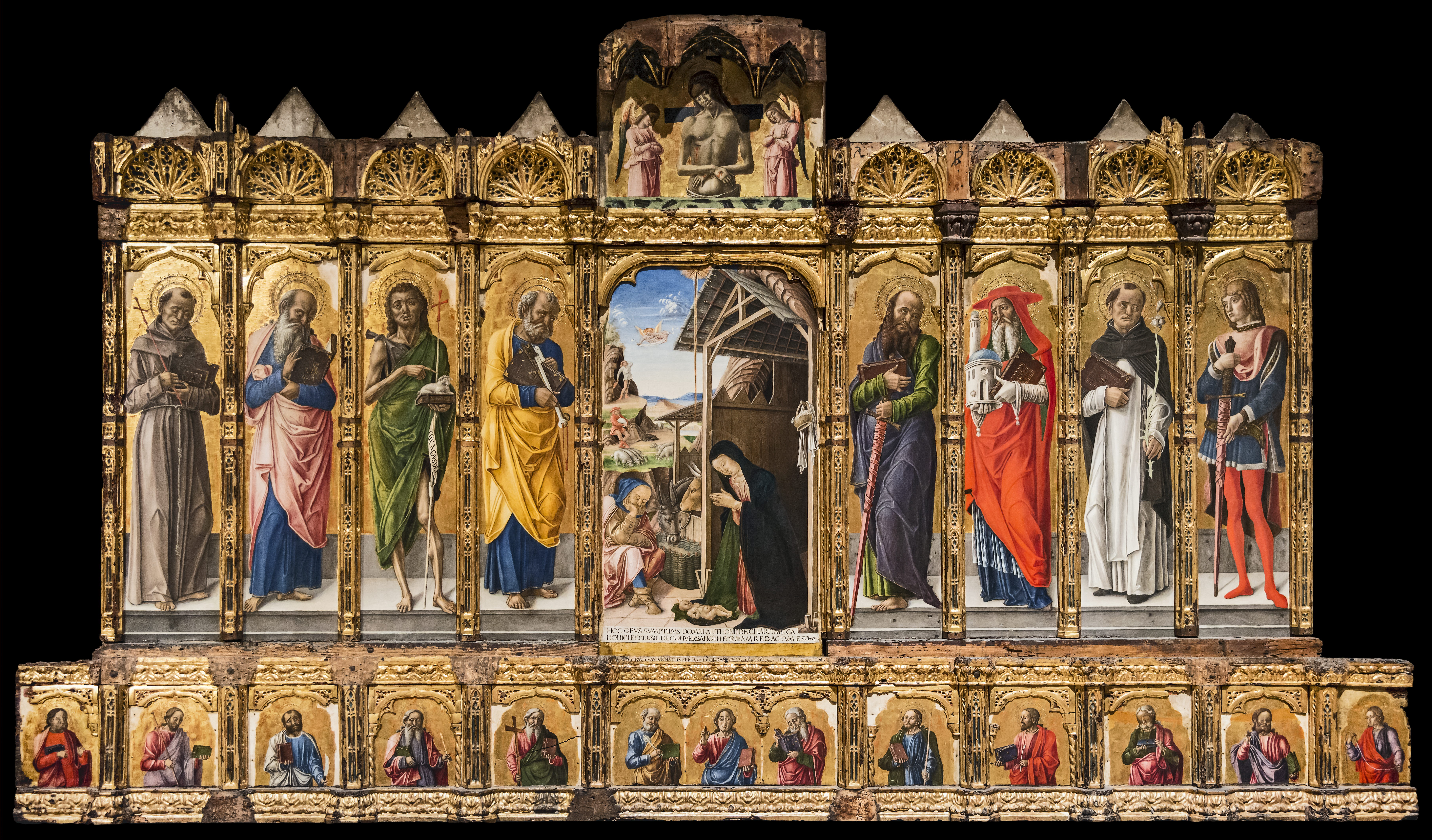
Bartolomea Vivarini: Conversano Polyptych, 1475